# Joe Dodds
Joseph „Joe“ Dodds (* 14. Juli 1887 in Carluke, Schottland; † 14. Oktober 1965) war ein schottischer Fußballspieler und -trainer. 

## Karriere und Leben
Joe Dodds wurde im Juli 1887 als zweites von elf Kindern des Ehepaares Joseph Dodds Sen. und Margaret Dodds in Carluke geboren. Er begann seine Fußballkarriere in seiner Geburtsstadt bei den Carluke Milton Rovers. Am 13. Mai 1908 unterschrieb Dodds einen Vertrag bei Celtic Glasgow. Bereits nach einem Jahr konnte er sich einen Platz in der Startaufstellung der Bhoys erspielen. Zusammen mit Alec McNair bildete er in den folgenden Jahren ein gutes Defensivduo als linker Innen- und Außenverteidiger. Er debütierte für Celtic am 10. Oktober 1908 im Ligaspiel der Saison 1908/09 gegen den FC Dundee. Zwischen 1908 und 1922 sammelte er mit Celtic acht Meistertitel, drei Pokalsiege und zahlreiche weitere Titel. Unterbrochen wurde seine Spielerlaufbahn, als er im Ersten Weltkrieg für die British Army an der Westfront diente. Dodds verließ Celtic am Ende der Saison 1919/20 und wechselte zum FC Cowdenbeath die ihm mehr Geld boten. Bereits ein Jahr später kehrte er für ein Jahr zurück nach Glasgow. Ab 1922 spielte er für sechs Jahre bei Queen of the South, bevor er seine Karriere beendete. Im Jahr 1914 absolvierte Dodds drei Länderspiele für Schottland. Sein Debüt gab er am 28. Februar gegen Wales. Von 1936 bis 1937 war er Co-Trainer unter Manager Jimmy McMenemy bei den Bhoys in Green.

## Erfolge
mit Celtic Glasgow:
- Glasgow Cup (5): 1908, 1910, 1916, 1917, 1920
- Navy and Army War Fund Shield (1): 1918
- Schottischer Pokalsieger (3): 1911, 1912, 1914
- Schottischer Meister (8): 1909, 1910, 1914, 1915, 1916, 1917, 1919, 1922